# Claus Harms

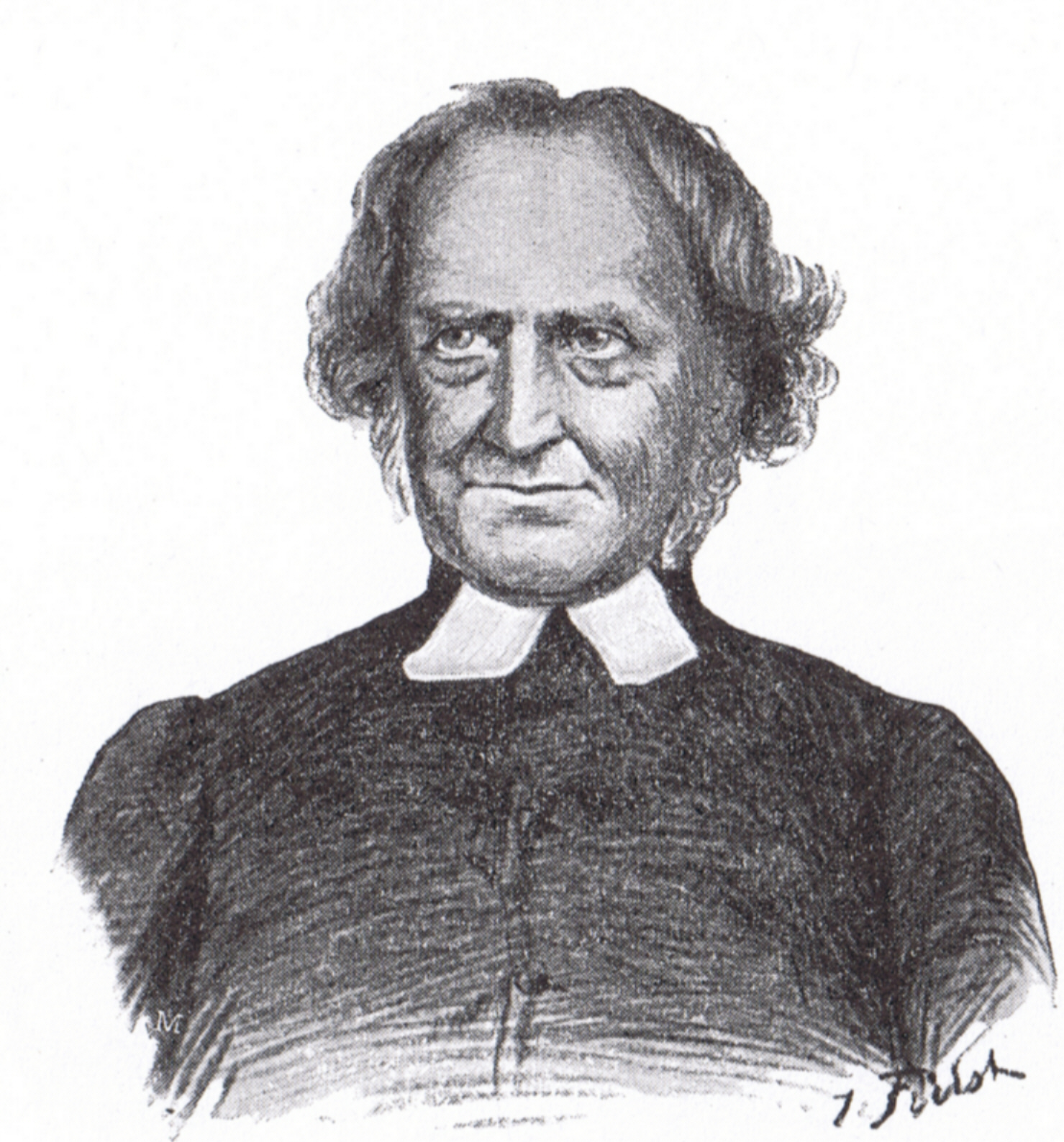
Claus Harms, Zeichnung von Julius Fürst um 1895

Claus Harms (* 25. Mai 1778 in Fahrstedt; † 1. Februar 1855 in Kiel) war ein deutscher lutherischer Pastor in Kiel, der als profilierter Pastoraltheologe dem Neuluthertum des 19. Jahrhunderts Impulse gab.

## Leben

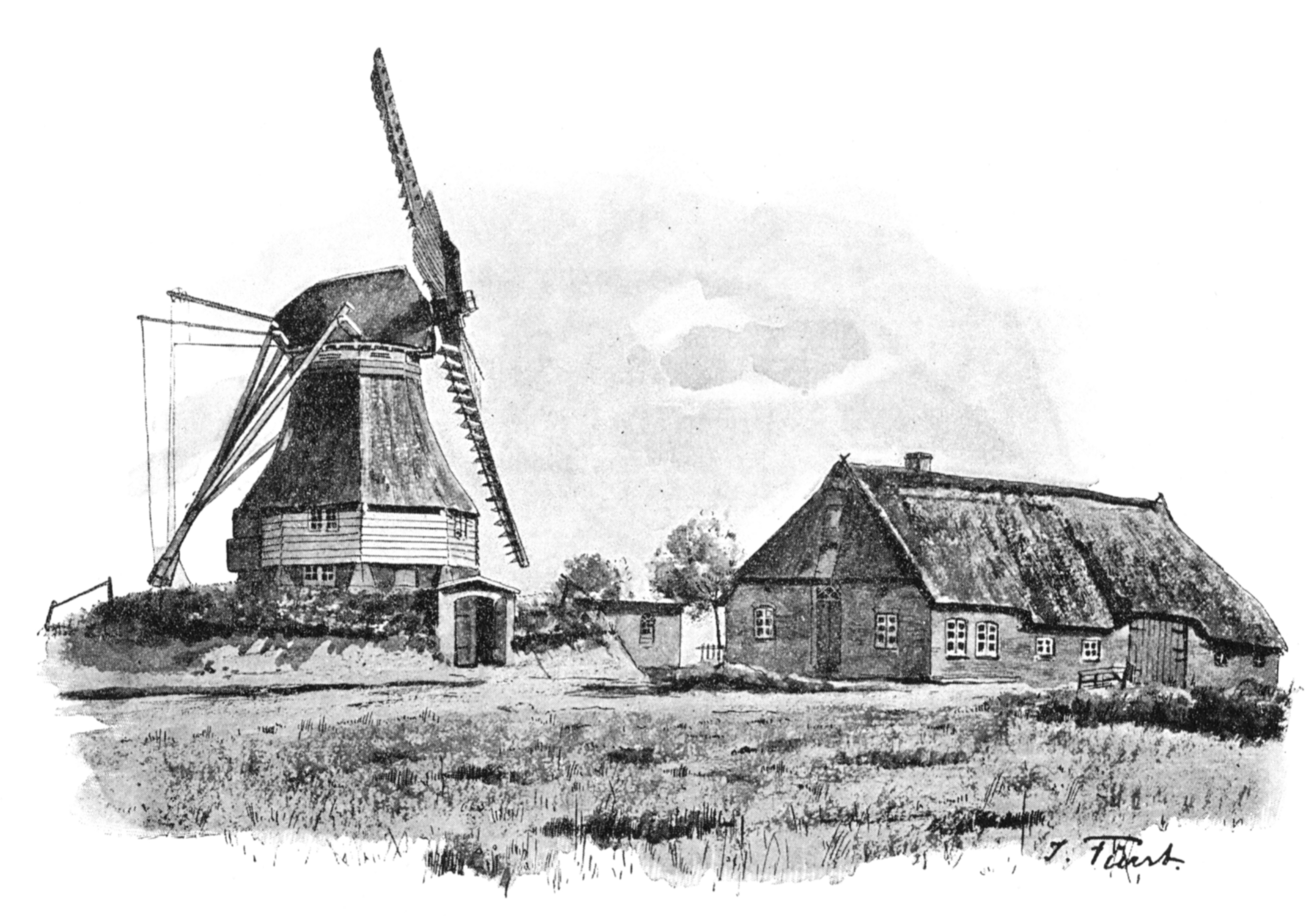
Geburtshaus von Claus Harms in Fahrstedt

Claus Harms wurde als Sohn des Mühlenbesitzers Christian Harms (1738–1796) und der Margarethe geb. Jochims (1749–1820) in Fahrstedt im Kirchspiel Marne geboren. Peter Jochims war ein Verwandter. Sein Großonkel Jacob Jochims (1719–1790) war Pastor in Sankt Michaelisdonn und Propst von Dithmarschen. Von ihm und ab 1791 von seinem Nachfolger als Pastor in Sankt Michaelisdonn, Friedrich Ernst Christian Oertling, erhielt Claus Harms seinen ersten Unterricht in den alten Sprachen und anderen Wissenschaften. Die Zeit bei Pastor Oertling schrieb Harms später in seiner Lebensbeschreibung als „Jahre des aufgehenden, eindringenden, strahlenden Sonnenlichtes des Rationalismus“. Trotz seines Wunsches zu studieren, absolvierte Harms zunächst eine Lehre als Müller, um seinen kranken Vater zu unterstützen. Nach dem Tode des Vaters 1796 betrieb er gemeinsam mit seinem Bruder Jacob die Mühle, verkaufte aber bald seinen Anteil an seinen Bruder und arbeitete als Knecht bei diesem, bis er genügend Geld für ein Studium beisammenhatte.
Zur Vorbereitung auf ein Universitätsstudium besuchte Harms seit dem Herbst 1797 die Lateinschule in Meldorf. Zum Wintersemester 1799 begann er das Studium der Theologie an der Christian-Albrechts-Universität zu Kiel bei Johann Friedrich Kleuker, einem Vertreter des Supranaturalismus. Aber auch Friedrich Schleiermachers Reden über die Religion übten einen Einfluss auf Harms aus. Nach dem Studium arbeitete er ab 1802 als Hauslehrer bei Pastor Johann Georg Schmidt in Probsteierhagen. 1806 wurde Harms zunächst Diakon in Lunden. Dank der Vermittlung des Kieler Theologieprofessors August Twesten und dessen Schwiegervaters, des Husumer Landvogts Siegfried Behrens, der weitläufig mit ihm verwandt war, erhielt er 1816 die Stelle als Archidiakon in der Kieler Nikolaikirche.
1817 veröffentlichte Harms zusammen mit einem Abdruck der Thesen Luthers zum Jubiläum der Reformation auch 95 eigene Thesen. In seinen Thesen attackierte Harms den theologischen Rationalismus als der Götzen Vernunft, den man an die Stelle Gottes gesetzt habe. Außerdem lehnte Harms die vom preußischen König betriebene Preußische Union zwischen lutherischer und reformierter Kirche zur Evangelischen Kirche in Preußen ab (siehe Agendenstreit). Seine pointierten Thesen riefen eine Flut von Schriften hervor, Gegenschriften u. a. von den rationalistischen Pastoren Friedrich Marquard Meyer und Jasper Boysen, aber auch Unterstützung z. B. von Behrends und Twesten. Der sogenannte Thesenstreit 1817–1819 machte Harms zu einem Begründer des Neuluthertums. Darin beeindruckte und beeinflusste er seinen Schüler Wilhelm Heinrich Koopmann, der als holsteinischer Bischof 1867 unionistische Bestrebungen in Holstein und Schleswig abwendete. Harms erhielt u. a. Widerspruch von Friedrich Schleiermacher, einem Gegner der Zwangsunion, sowie von dem Theologen und Philosophen Christian Schreiber, wurde aber andererseits vom Rationalisten Christoph Friedrich Ammon verteidigt.
Schreiber beschrieb Harms wie folgt: „Harms, dem es offenbar nicht an Genialität, wenn auch an philosophischem Durchblick fehlt, predigte vor einigen Jahren […] in meiner Nähe, mit großem Beifall. Er hat etwas Apostolisches in seinem Wesen. Junge Prediger könnten viel aus seinen Reden lernen, wenn sie seine natürliche Beredtsamkeit von seiner gekünstelten Dogmatik immer gehörig zu unterscheiden wüßten.“
Einem Ruf nach St. Petersburg, den er 1819 erhielt, und einem zweiten Ruf an die Dreifaltigkeitskirche nach Berlin im Jahr 1834 als Nachfolger Schleiermachers folgte Harms nicht. 1835 wurde er zum Hauptpastor in der Nikolaikirche sowie zum Propst der Propstei Kiel ernannt. 1841 anlässlich seines 25-jährigen Amtsjubiläums folgte die Ernennung zum Oberkonsistorialrat.
Ab 1830 publizierte Harms seine einflussreiche Pastoraltheologie (drei Bände, 1830/31/34), in der er den Pfarrer in seiner dreifachen Funktion als Prediger (Verkündigung), Priester (Taufe und Abendmahl) und Pastor (Seelsorge und Beichte) beschrieb. Ein bedeutender Schüler von Harms war Michael Baumgarten.
Harms’ Grab befand sich ursprünglich auf dem Kieler St.-Jürgen-Friedhof nahe dem Hauptbahnhof. Nach dem Zweiten Weltkrieg wurde die zerstörte St.-Jürgen-Kirche 1954 abgetragen und der Friedhof eingeebnet. Harms’ Gebeine wurden auf den Südfriedhof umgebettet.

## Privates
1806 heiratete Claus Harms die Tochter des Hoper Müllers. Zu diesem Anlass standen die Flügel der inzwischen durch einen Neubau ersetzten Bockmühle in St. Michaelisdonn in der Freudenschere.

## Auszeichnungen
- Dannebrogorden, Ritter (28. Oktober 1836)
- Dannebrogsmann

## Erinnerung
- In Marne in der Claus-Harms-Straße steht ein Denkmal in Form einer Büste. Dieser Denkmal „würde von der Marner Bildhauerin Elma Grohs-Hansen (1892-1981) geschaffen und in 1928 enthüllt“ (Marne Zeitung 1928).
- Ein Denkmal in Form eines Mühlsteins steht in Sankt Michaelisdonn.

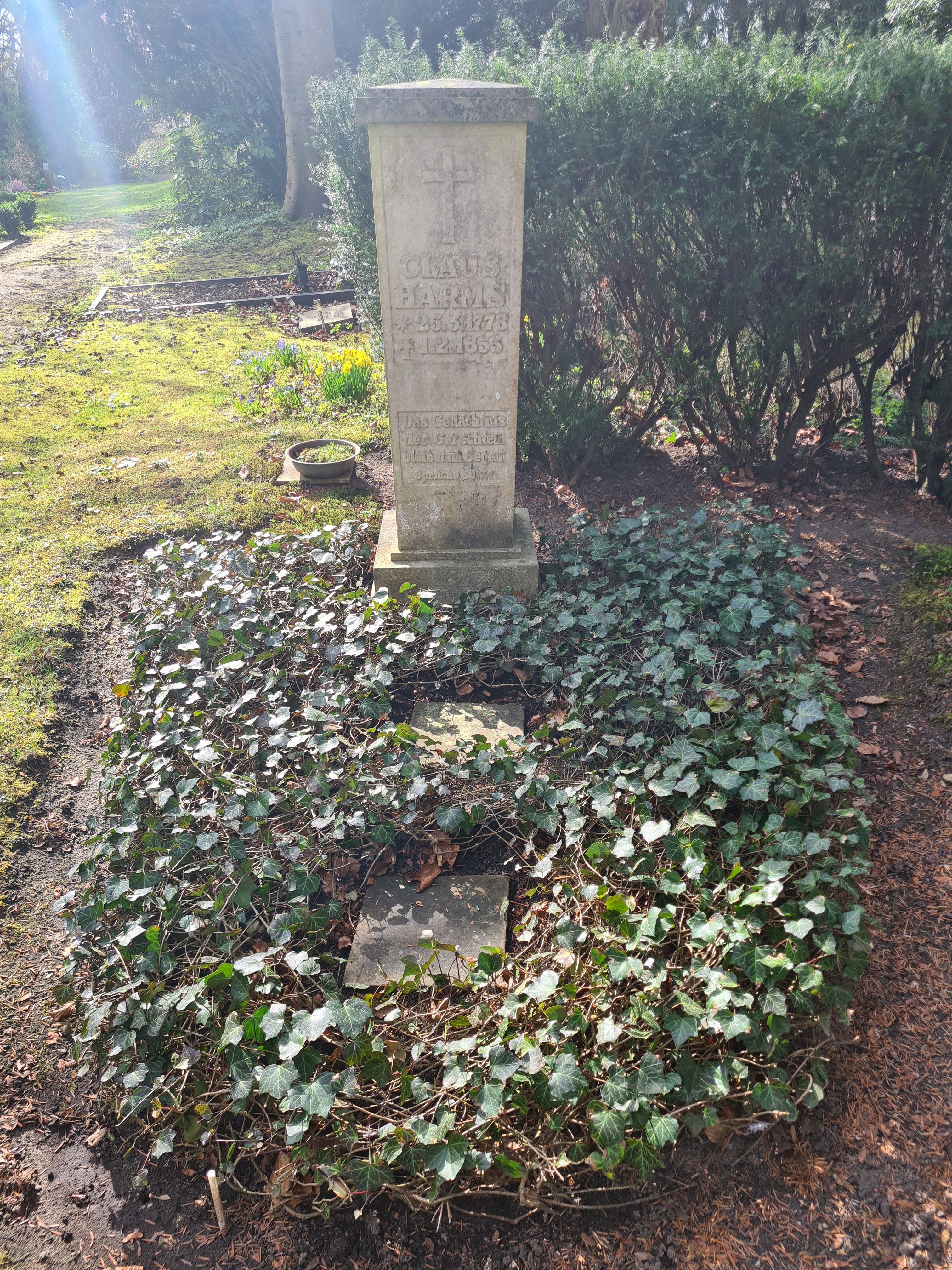
Das Grab von Claus Harms auf dem Südfriedhof in Kiel
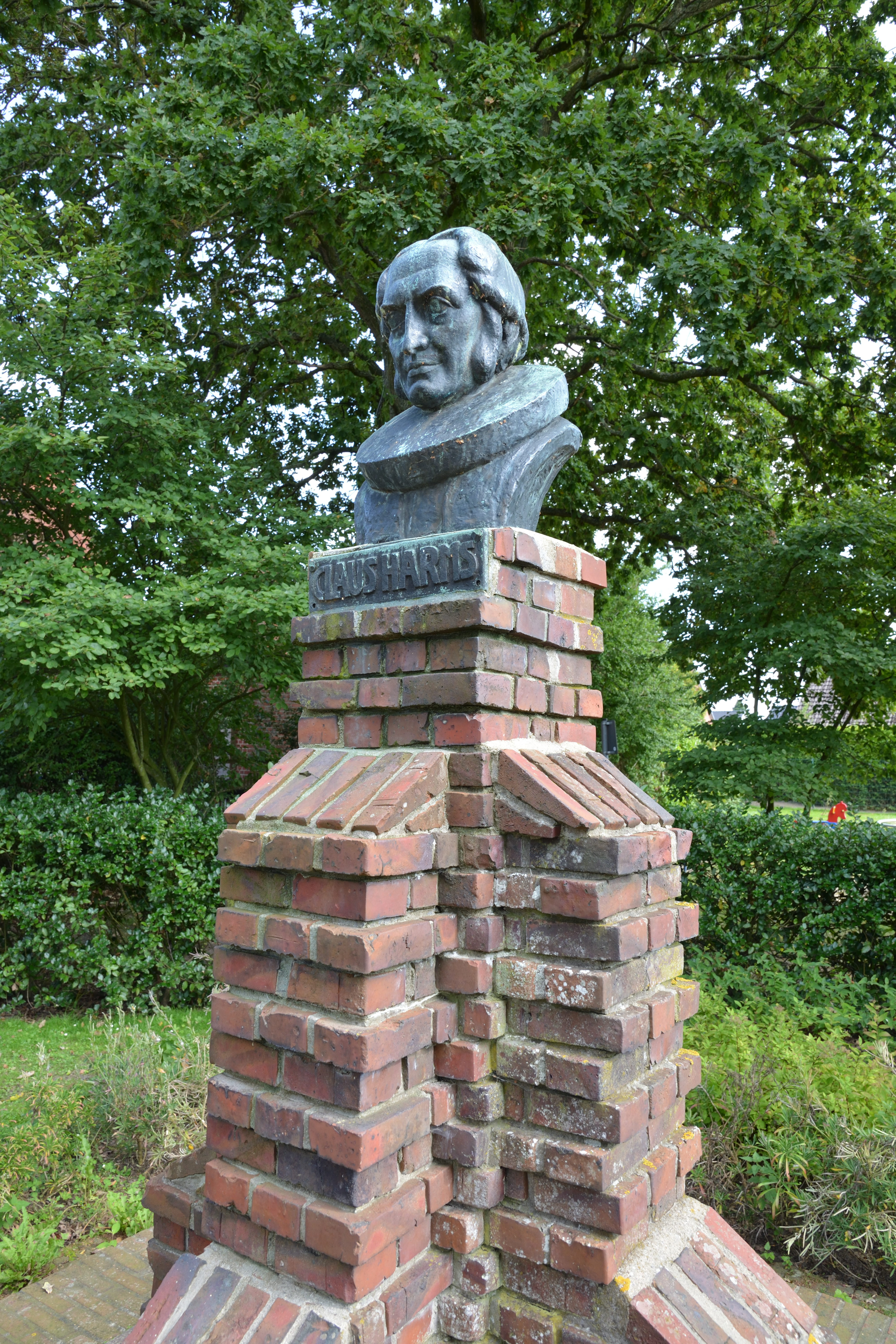
Denkmal Marne
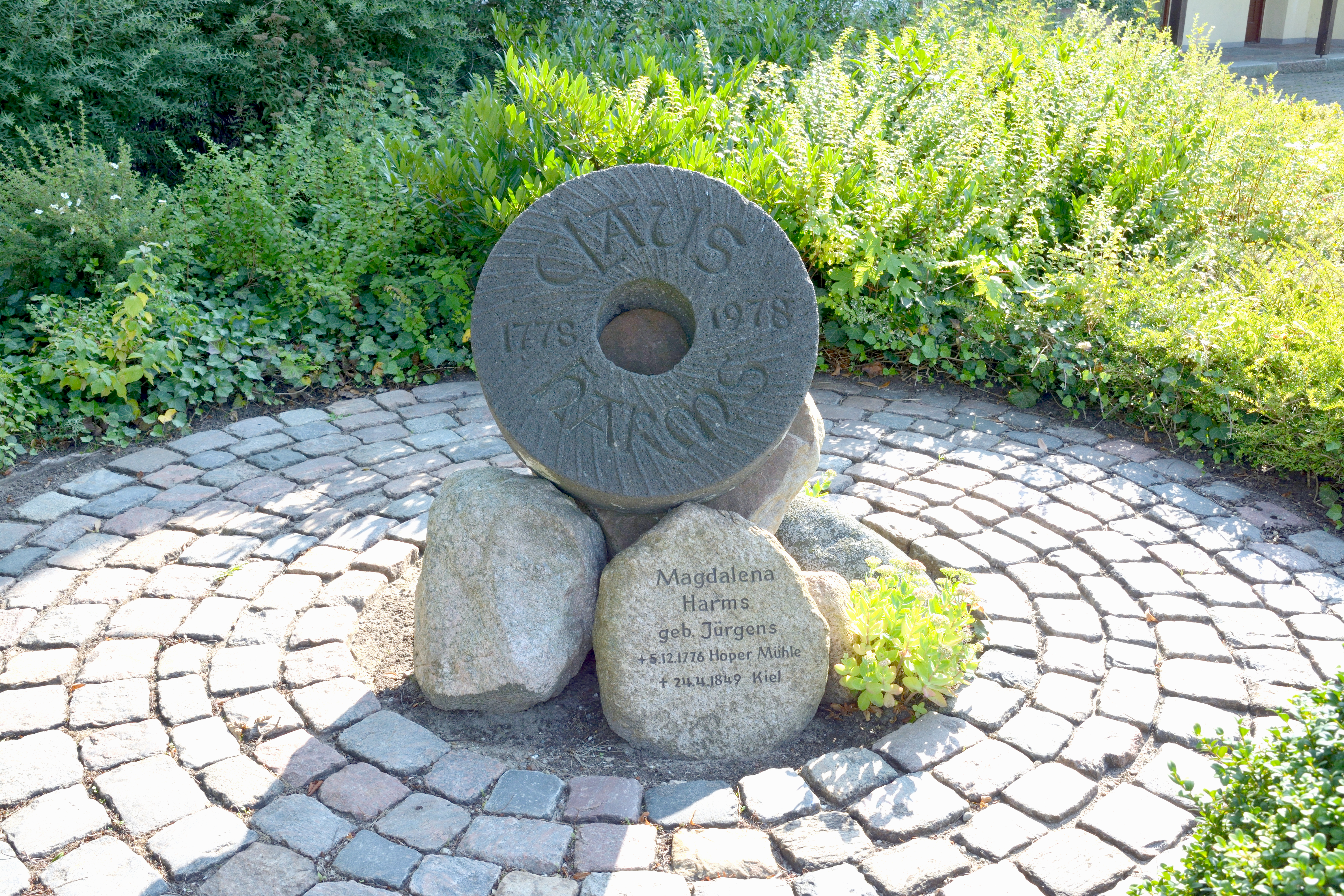
Denkmal Sankt Michaelisdonn

## Thesen von 1817 (Auswahl)
Thesen gegen den theologischen Rationalismus, die „Vernunftreligion“:
- These 1: Wenn unser Meister und Herr Jesus Christus spricht: „Thut Buße!“ so will er, daß die Menschen sich nach seiner Lehre formen sollen; er formt aber die Lehre nicht nach den Menschen, wie man jetzt thut, dem veränderten Zeitgeist gemäß. 2. Tim. 4,3
- These 3: Mit der Idee einer fortschreitenden Reformation, so wie man diese Idee gefasset hat und vermeintlich an sie gemahnet wird, reformiert man das Lutherthum ins Heidenthum hinein und das Christenthum aus der Welt hinaus.
- These 11: Das Gewissen kann nicht Sünden vergeben, mit anderen Worten, dasselbe: Niemand kann sich selbst Sünden vergeben. Die Vergebung ist Gottes.
- These 21: Die Vergebung der Sünden kostete doch Geld im sechzehnten Jahrhundert; im neunzehnten hat man sie ganz umsonst, denn man bedient sich selbst damit.
- These 24: „Zwey Ort, o Mensch, hast du vor dir“, hieß es im alten Gesangbuch. In neuern Zeiten hat man den Teufel todtgeschlagen und die Hölle zugedämmt.
- These 27: Nach dem alten Glauben hat Gott den Menschen erschaffen; nach dem neuen Glauben erschafft der Mensch Gott, und wenn er ihn fertig hat, spricht er: Hoja! Jes 44,12–20.
- These 32: Die sogenannte Vernunftreligion ist entweder von Vernunft oder von Religion oder von beydem entblößt.
- These 37: Ich kenne ein religiöses Wort, dessen die Vernunft zur Hälfte mächtig ist und zur Hälfte nicht: „Feyer“ … wird das Wort verwandelt in „Feyerlichkeit“, ists der Vernunft gleich entrückt, ihr zu wunderlich und zu hoch. … Die Sprache ist so voll und das Leben so reich an Dingen, die eben so entfernt von der Vernunft wie von den leiblichen Sinnen liegen. Ihr gemeinschaftliches Gebiet ist das Mystische, die Religion ist ein Theil dieses Gebietes. Terra incognita für die Vernunft.
- These 71: Die Vernunft geht rasen in der lutherischen Kirche: reißt Christum vom Altar, schmeißt Gottes Wort von der Kanzel, wirft Koth ins Taufwasser, mischt allerley Leute beim Gevatterstand, wischt die Anschrift des Beichtstuhls weg, zischt die Priester hinaus, und alles Volk ihnen nach, und hat das schon so lange gethan. Noch bindet man sie nicht? Das soll vielmehr ächtlutherisch und nicht carlstadisch sein!

Die Thesen 54–62 richten sich gegen die Altonaer Bibel, 1815 von Nikolaus Funk herausgegeben und mit rationalistischen Anmerkungen versehen:
- These 53: … Die Bibelgesellschaften sollten eine revidirte lutherische Bibelübersetzung veranstalten.
- These 54: Eine deutsche Übersetzung [sc. die originale Lutherübersetzung] mit Erklärungen deutscher Wörter versehen, heißt: sie als die Ursprache der Offenbarung ansehen. Das wäre papistisch und abergläubisch.
- These 55: Die Bibel mit solchen Glossen ediren, / die das ursprüngliche Wort emendiren, / heißt: den heiligen Geist corrigiren, / die Kirche spoliren, / und die dran glauben, zum Teufel führen.

Thesen gegen die Union zwischen Lutheranern und Reformierten:
- These 75: Als eine arme Magd möchte man die lutherische Kirche jetzt durch eine Copulation reich machen. Vollziehet den Akt ja nicht über Luthers Gebein! Er wird lebendig davon und dann – Weh euch!
- These 77/78: Sagen, die Zeit habe die Scheidewand zwischen Lutheranern und Reformirten aufgehoben, ist keine reine Sprache. … (78) War auf dem Colloquio zu Marburg 1529 Christi Leib und Blut im Brodt und Wein, so ist es noch 1817.
- These 92: Die evangelisch-katholische Kirche ist eine herrliche Kirche. Sie hält und bildet sich vorzugsweise am Sacrament.
- These 93: Die evangelisch-reformirte Kirche ist eine herrliche Kirche. Sie hält und bildet sich vorzugsweise am Worte Gottes.
- These 94: Herrlicher als beyde ist die evangelisch-lutherische Kirche. Sie hält und bildet sich am Sacrament wie am Worte Gottes.
- These 95: In diese hinein bilden sich, selbst ohne der Menschen absichtliches Zuthun, die beyden andern. Aber der Gottlosen Weg vergehet, sagt David, Ps. 1,6.

## Veröffentlichungen
- Verein für Schleswig-Holsteinische Kirchengeschichte (Hrsg.): Lebensbeschreibung verfasset von ihm selber. Akademische Buchhandlung, Kiel 1851/3 (Digitalisat); Neudruck Mühlau, Kiel 1929.
- Pastoraltheologie. In Reden an Theologiestudirende. 3 Bücher, (erschienen in mehreren Auflagen)
  - Erstes Buch: Der Prediger. Universitätsbuchhandlung, Kiel 1830 (Digitalisat);
  - Zweites Buch: Der Priester. Universitätsbuchhandlung, Kiel 1831 (Digitalisat);
  - Drittes Buch: Der Pastor. Universitätsbuchhandlung, Kiel 1834 (Digitalisat).
- Winter- und Sommer-Postille oder Predigten an den Sonn- und Festtagen des ganzen Jahres. 2 Teile, 6. Aufl., Christian Ernst Kollmann, Leipzig, 1846 (Digitalisat, Erster Theil; Digitalisat, Zweiter Theil).
- Dr. Claus Harms, gewesenen Predigers in Kiel Lebensbeschreibung verfasset von ihm selber. Akad. Buchhandlung, Kiel 1851 (Digitalisat).
- Auslegung der Epistel St. Pauli an die Kolosser. Schwetschke, Berlin 1857.
- Der Christen Glauben und Leben in 28 nachgelassenen Predigten. Rauhes Haus, Hamburg 1869 (Digitalisat).
- Peter Meinhold (Hrsg.): Claus Harms. Ausgewählte Schriften und Predigten. Bearb. von Gottfried Ernst Hoffmann u. a., 2 Bände. Wolff, Flensburg 1955.
- Johann Schmidt (Hrsg.): Claus Harms. Ein Kirchenvater des 19. Jahrhunderts. Auswahl aus seinen Schriften. Mohn, Gütersloh 1976.
- Heinrich Zillen (Hrsg.): Claus Harms’ Leben in Briefen, meist von ihm selber. Schriften des Vereins für Schleswig-Holsteinische Kirchengeschichte I,4. Kiel 1909.

## Gedenktag
- 1. Februar im Evangelischen Namenkalender[6]

## Namensgebungen
- Klaus-Harms-Kolleg (Zweiter Bildungsweg) in Kiel, Gartenstraße;
- Harmsstraße im Kieler Stadtteil Südfriedhof
- Klaus-Harms-Schule (Gymnasium) in Kappeln.
- Claus-Harms-Straße in Meldorf
- Klaus-Harms-Straße, Heide
- Claus-Harms-Kirche in Kiel-Hammer[7]
- Claus-Harms-Straße (Lunden, Dithmarschen)
- Claus-Harms-Kapelle (Reinsbüttel, Dithmarschen)[8]
- Claus-Harms-Weg (Diekhusen-Fahrstedt)